# Julian Jenner
Julian Jenner (Delft, 28 febbraio 1984) è un ex calciatore olandese, di ruolo attaccante.